# Dalila Zerrouki
Dalila Zerrouki (arabe : دليلة زروقي), née le 1er février 1982, à Chlef est un joueur de football algérien à la retraite et actuel entraîneur. Elle a joué comme attaquante et a été membre de l'équipe nationale féminine d'Algérie,.

## Début de la vie
Zerrouki a joué pour le FC Blida et l'ASE Alger Centre en Algérie et pour Lyon B et Claix en France,,.

## Carrière internationale
Zerrouki a été sélectionnée pour l'Algérie au niveau senior lors du Championnat d'Afrique féminin 2006,,.

## Palmarès

### En club
Championnat des Émirats arabes unis : 2015 ,  2016, 2023